# Calamagrostis hartmaniana
Calamagrostis hartmaniana là một loài thực vật có hoa trong họ Hòa thảo. Loài này được Fr. mô tả khoa học đầu tiên năm 1845.